# Pav bhaji
Pav bhaji (tiếng Marathi: पाव भाजी) là một món ăn đường phố Ấn Độ, bao gồm cà ri rau dày (bhaji) ăn kèm với bánh mì mềm cuộn (pav). Nó có nguồn gốc ở thành phố Mumbai.

## Lịch sử
Món ăn này có nguồn gốc là món ăn nhanh vào giờ ăn trưa của công nhân nhà máy dệt ở Mumbai. Pav bhaji sau đó được phục vụ tại các nhà hàng trên khắp thành phố. Pav bhaji hiện được cung cấp tại các cửa hàng từ xe đẩy tay đơn giản đến các nhà hàng sang trọng ở Ấn Độ và trên thế giới.

## Chuẩn bị

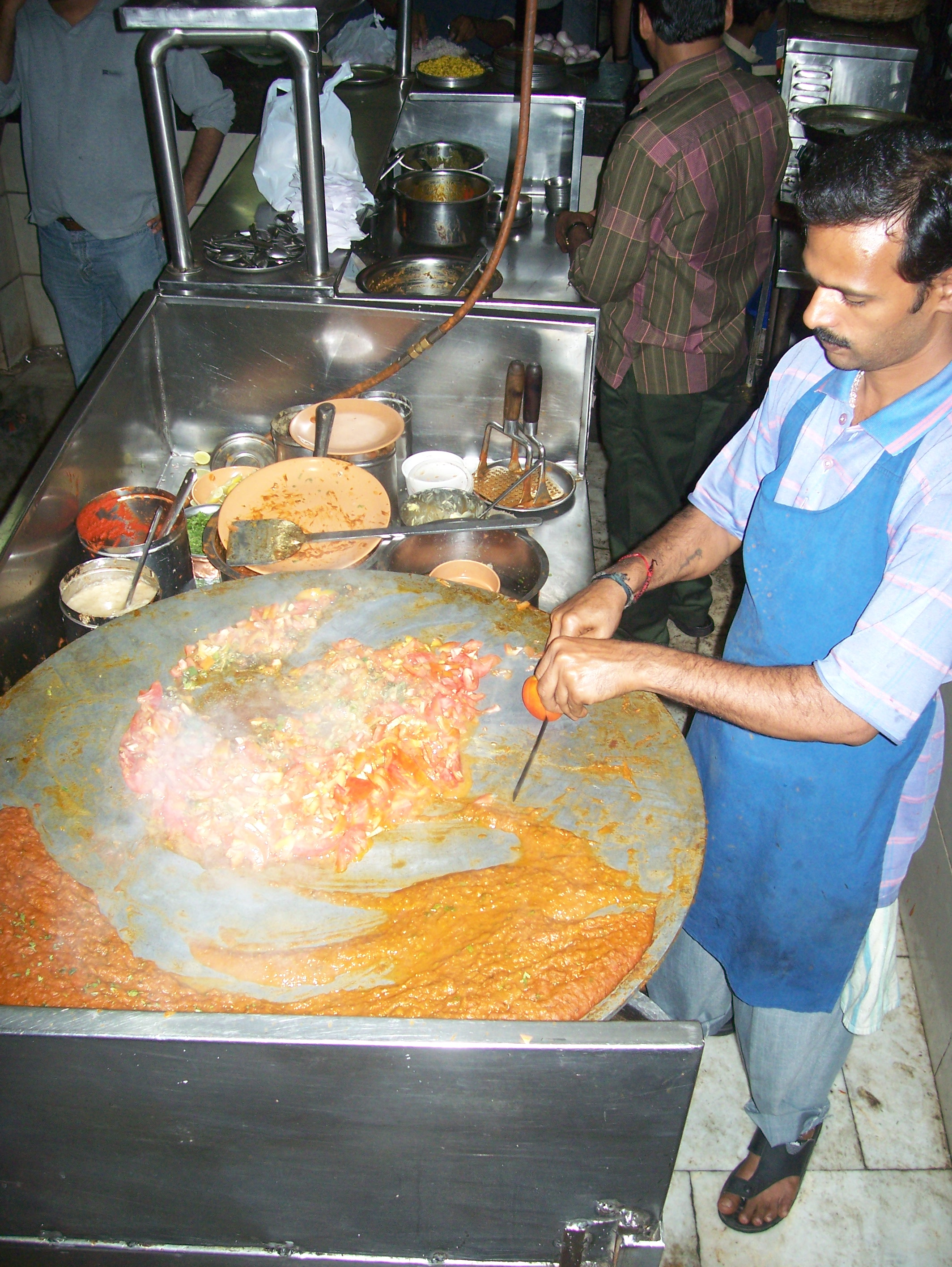
Pav bhaji đang được chuẩn bị trên chảo tava
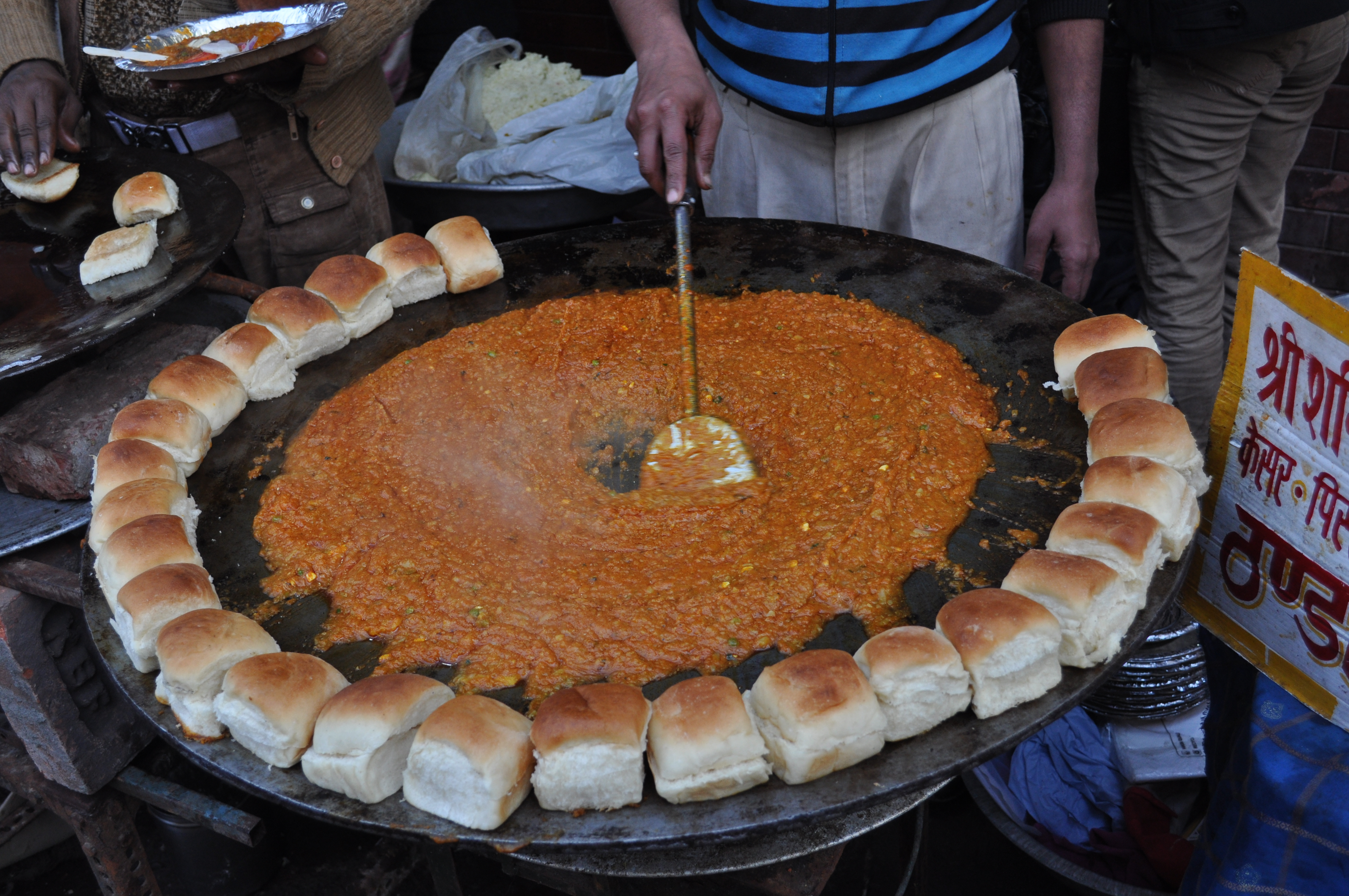
Một gian hàng pav bhaji tại Chandni Chowk, Delhi

Pav bhaji là một hỗn hợp gia vị gồm các loại rau nghiền trong nước sốt đặc ăn kèm với bánh mì. Các loại rau trong món cà ri thường bao gồm khoai tây, hành tây, cà rốt, ớt, đậu Hà Lan, ớt chuông và cà chua. Những người bán hàng rong thường nấu cà ri trên chảo phẳng (tava) và phục vụ món ăn nóng. Bánh mì cuộn trắng mềm là món ăn kèm thông thường của món cà ri, nhưng điều này không ngăn cản việc sử dụng các loại bánh mì khác như chapati, roti hoặc bánh mì nâu.

## Các biến thể
Các biến thể của pav bhaji bao gồm:
- Cheese pav bhaji, với pho mát trên đầu bhaji
- Fried pav bhaji, với pav bên trong bhaji
- Paneer pav bhaji, với pho mát paneer trong bhaji
- Mushroom pav bhaji, với nấm trong bhaji
- Khada pav bhaji, trong đó rau ở dạng khối chứ không phải nghiền
- Jain pav bhaji, không có hành và tỏi[8] and with plantain thay thế cho khoai tây[9]
- Kolhapuri pav bhaji, sử dụng hỗn hợp gia vị phổ biến ở Kolhapur